# Rain (gruppo musicale italiano)
I Rain sono un gruppo heavy metal italiano.

## Storia dei Rain
La storia dei Rain inizia nel 1980 a Bologna. Tre generazioni di musicisti si sono alternate apportando le proprie influenze e contribuendo alla creazione del sound della band, partendo dall’Heavy Metal puro delle origini fino alla sperimentazione di nuove atmosfere nell’album acustico “Mexican Way”, per tornare a elementi hard ‘n’ heavy con l’ultimo lavoro in studio “Spacepirates”.
Nei primi anni di vita la band si è esibita principalmente a Bologna, ma anno dopo anno l’attività live si è estesa alle città vicine.
Tra il 1998 e il 2007 la band ha pubblicato due album: “Bigditch 4704”, distribuito dalla label greca Eternal Shadows, e “Headshaker”, registrato per l’etichetta francese Deadsun Records. I lunghi tour promozionali dei due album hanno portato i Rain sia in Italia che in Europa, grazie anche alle date a supporto di Paul Di Anno, Michael Shenker, Udo, Iron Savior e Helstar, tra i tanti.
Grazie alla intensa attività live i Rain hanno maturato l’esperienza necessaria e hanno iniziato a ricevere ottime recensioni per il loro alto livello di performance live. Si menzionano la partecipazione ad Arezzo Love Wave nel 2005 come band raccomandata dalla rivista Metal Hammer, e lo show in Slovenia al Metal Camp del 2005, con Exciter, Anthrax, Malmsteen, Children of Bodom, Slayer e altri.
Nel 2008 la band pubblica il disco “Dad is Dead”, che contiene 12 tracce inedite e una cover del classico “Rain” dei The Cult, che vede la partecipazione di Steve Sylvester (Death SS) alla voce. Il disco è stato prodotto e distribuito da Aural Music in tutto il mondo, mentre la distribuzione italiana è stata curata da Audioglobe.
Il tour promozionale di “Dad is Dead” ha portato i Rain in Finlandia, Germania, Polonia, Olanda, Belgio, Francia, Svizzera, Danimarca a supporto di Blaze Bayley (cantante degli Iron Maiden dal 1994 al 1999), e negli Stati Uniti per un tour di un mese a supporto di W.A.S.P. nel 2010.
La produzione in studio è continuata nel 2011 con l’album “XXX”, un’antologia dei 30 anni di carriera del gruppo, in cui alcune delle canzoni più significative della carriera dei Rain sono state riarrangiate e reinterpretate. La collaborazione con Aural Music è continuata anche per questo album, e il 15 ottobre 2011 è iniziato a Tilburg, in Olanda, il “XXX Tour”, che ha portato la band ancora una volta ad attraversare Italia ed Europa.
Nell’ottobre 2013 il desiderio di sperimentare e realizzare un progetto parzialmente diverso ha portato alla pubblicazione di “Mexican Way”, un album acustico. Il disco ha ricevuto ampi consensi sia dal pubblico che dalla critica. Aural Music ancora una volta è stata partner fedele della band occupandosi della distribuzione del prodotto in tutto il mondo. All’interno delle 12 tracce sono presenti anche due canzoni cantate in lingua spagnola.
La band è partita per il tour di supporto di “Mexican Way” attraversando l’Italia partendo in marzo 2014 da Roma, eseguendo il repertorio classico unito a brani estratti da “Mexican Way”, unendo quindi il sound heavy con una componente acustica.
Il 2014 vede l’ingresso in formazione del nuovo cantante Mantis le Sin, di un nuovo chitarrista solista, Amedeo Mongiorgi, e del un nuovo batterista, Andrew Gunner.
Durante il 2014 e il 2015 la band, al lavoro sul nuovo album in studio, ha comunque tenuto numerosi concerti sia in Italia che in Europa (da menzionare la partecipazione a Pistoia Blues nel 2015 a supporto di The Darkness e Black Label Society).
L'album “Spacepirates” viene pubblicato la luce nel 2016, contiene 9 tracce inedite e vede I Rain ritornare a un sound decisamente Hard ‘n’ Heavy. La band inizia immediatamente il tour a supporto del disco accompagnando la band di Jeff Scott Soto in alcune date europee, e battendo l’Italia da nord a sud.
Nell’estate 2016 Mantis le Sin e Amedeo Mongiorgi salutano la band e vengono rimpiazzati rispettivamente da Maurizio “Evil Mala” Malaguti alla voce e da Freddy “V” Veratti alla chitarra solista.
Nel gennaio 2017 i Rain pubblicano un nuovo singolo “Good Morning Texas”, frutto della collaborazione con produttore americano Beau Hill (Alice Cooper, Winger, Ratt) e con Alessandro Del Vecchio alle voci. Il brano oltre che pubblicato come singolo, viene inserito come bonus track nell’edizione speciale in vinile di “Spacepirates”, uscita nell'aprile 2017.
”,
Nel marzo 2017 la band realizza come tributo allo scomparso Lucio Dalla una cover del brano Disperato erotico stomp, che viene pubblicata digitalmente con video ufficiale.
Il 31 ottobre I Rain pubblicano una edizione limitata in vinile a 45 giri della cover di “Disperato Erotico Stomp”, e pochi giorni dopo si imbarcano in un tour europeo di 10 date in Italia, Svizzera, Olanda e Germania a supporto di W.A.S.P. per il loro Re-Idolized “The Crimson Idol” 25th Anniversary World Tour.
Dopo un 2018 caratterizzato da impegni live la band ha pubblicato il 26 ottobre 2018 una edizione speciale del classico del 2008 “Dad is Dead” pensata per il decimo anniversario dell’uscita dell’album, edizione completamente rimasterizzata, con una nuova copertina e un bonus disc di materiale live estratto dal “Live in Russi” del 2018.
Durante il 2019 e il 2020 la band ha lavorato su un gruppo di nuove canzoni, con la pre-produzione ed il mix di Giuseppe “Dualized” Bassi (Fear Factory e altri), che ha conferito al suono una nuova freschezza, insistendo ancora di più su soluzioni moderne e cariche di groove, che tuttavia non andranno a rivoluzionare il marchio di fabbrica della band.
Nell’ottobre 2021 i Rain hanno pubblicato "Come back A-Live", il loro primo libro, pubblicato da Arcana Edizioni e basato sull’esperienza on the road del tour del 2010 in U.S.A. con W.A.S.P. Il libro è stato scritto da Dave Tonioni (che in quel tour fu fotografo, merchandiser, tour manager e molto altro). Contemporaneamente all’uscita del libro i Rain hanno pubblicato un singolo inedito che ne fa da colonna sonora, intitolato appunto Come back A-Live.
Il 2022 ha visto la pubblicazione dei singoli inediti "A New Tomorrow", "Peace Sells", cover del brano dei Megadeth, e "Down in Hell", che hanno aperto la strada all'uscita di un nuovo album, dopo 6 anni di attesa dal precedente lavoro, dal titolo "A New Tomorrow", pubblicato il 23 settembre. L'album è stato registrato ai Fear Studios (RA – IT), pre-prodotto e mixato da Giuseppe “Dualized” Bassi, e masterizzato da Dan Korneff al Sonic Debris Studio (NY).

## Formazione attuale
- Maurizio "Evil Mala" Malaguti - voce
- Alessio "Amos" Amorati - chitarra e voce
- Freddy "V" Veratti - chitarra e voce
- Gabriele Ravaglia - basso
- Andrew Gunner - batteria

### Membri precedenti
- Luciano Tattini
- Alessandro Tronconi
- Alessio Amadio
- Luca Toppini
- Alessandro Ventura
- Andrea Baldi
- Marco Rizzi
- Gianni Zenari
- Emilio Simeone
- Marco Valianti
- Tiziano De Siati
- Samuele Tebaldi
- Antonio Olivo
- Massimiliano Scarcia
- Giacomo Calabria
- Francesco Grandi
- Amedeo Mongiorgi
- Domenico Curigliano

## Discografia
Album in studio
- 1984 - Bad Situation
- 1986 - Rain Is Coming
- 1990 - Ten Years After
- 1995 - Red Revolution
- 1998 - Bigditch 4707
- 2002 - Headshaker
- 2008 - Dad Is Dead
- 2011 - XXX
- 2013 - Mexican Way
- 2016 - Spacepirates
- 2022 - A New Tomorrow

Singoli
- 2015 Kite 'n' Roll
- 2017 Good Morning Texas
- 2017 Disperato Erotico Stomp

Videografia
- 2005 - 2003-2005: 3 anni on the Road
- 2010 - Rain come back aLive

Videoclip
- 2008 - Bangbus
- 2011 - Whiskey on the Route 666
- 2012 - Rain Are Us
- 2013 - Mexican Way
- 2014 - Fallen Angel
- 2016 - Spacepirates
- 2016 - Hellfire
- 2017 - Disperato Erotico Stomp